# Нарускі
Нарускі (ест. Naruski) — село в Естонії, входить до складу волості Лахеда, повіту Пилвамаа.